# Entocytheridae
Entocytheridae is een familie van kreeftachtigen uit de klasse van de Ostracoda (mosselkreeftjes).

## Onderfamilies
- Entocytherinae Hoff, 1942
- Hartiellinae Danielopol, 1971
- Microsyssitriinae Hart, Nair & Hart, 1967
- Notocytherinae Hart & Hart, 1967
- Sphaeromicolinae Hart, 1962